# Obbligazione alternativa
L'obbligazione alternativa [Artt. 1285 e ss c.c.] è l'obbligazione in cui sono dovute dal debitore due o più prestazioni ma il debitore si libera prestandone una.
Sono dunque elementi dell'obbligazione alternativa:
- la pluralità dell'oggetto: nel caso in cui vi siano più di due prestazioni si parlerà di obbligazioni alternative multiple.
- l'unicità dell'adempimento: il debitore si libera dall'obbligazione adempiendo ad una sola delle prestazioni dedotte in obbligazione.

## Concentrazione e potere di scelta (art. 1286 c.c.)
L'obbligazione alternativa diventa semplice nel momento in cui avviene la concentrazione, ossia nel momento in cui il debitore esercita il potere di scelta in ordine alle prestazioni dedotte in obbligazione.
Di regola il potere di scelta spetta al debitore se non è disposto altrimenti nel titolo dell'obbligazione. L'atto di scelta è un negozio unilaterale recettizio, in quanto acquista efficacia (e diviene irrevocabile) nel momento in cui viene comunicato al destinatario. Dalla natura negoziale dell'atto deriva come conseguenza l'applicabilità delle norme sulla capacità di agire e la legittimazione dell'autore.

## Differenza tra obbligazioni alternative e facoltative
L'obbligazione alternativa si contrappone all'obbligazione facoltativa quale obbligazione in cui una sola è la prestazione, ma il debitore ha la facoltà, ove lo voglia, di liberarsi prestandone una diversa. Il diritto di scelta (che spetta al debitore, salvo che, per accordo delle parti, non sia attribuito al creditore o ad un terzo) è detto ius variandi e, una volta esercitato, determina la concentrazione dell'obbligazione che diventa semplice.
Le differenze principali tra i due istituti si hanno in caso di impossibilità di una delle prestazioni. In generale può dirsi che nel caso delle obbligazioni alternative l'impossibilità originaria di una delle due prestazioni comporta semplicemente la concentrazione dell'obbligazione che diviene pertanto semplice. Il debitore si libererà prestando l'unica prestazione possibile.
In caso di impossibilità sopravvenuta di una delle prestazioni dedotte in obbligazione occorre distinguere se l'impossibilità sia o no imputabile ad una delle parti del rapporto obbligatorio. Nel caso in cui l'impossibilità non sia imputabile l'obbligazione alternativa diviene semplice.
Qualora invece l'impossibilità sopravvenuta sia imputabile alla parte che ha il diritto potestativo di scelta, questa perde il diritto di scelta, o è tenuta al risarcimento del danno.
Se invece l'impossibilità è dovuta alla parte che non ha il diritto di scelta, l'altra parte non perde il diritto di scelta. Ad esempio nel caso in cui il diritto di scelta competa al creditore e l'impossibilità sopravvenuta sia imputabile al debitore, in tal caso il creditore potrà scegliere tra la prestazione rimasta possibile, ed il risarcimento del danno che deriva dall'impossibilità dell'altra prestazione.
Qualora infine l'impossibilità sopravvenuta riguardi entrambe le prestazioni dedotte in obbligazione e l'impossibilità non sia imputabile alle parti l'obbligazione si estingue.
Nell'obbligazione facoltativa, invece, l'impossibilità dell'unica prestazione dedotta originariamente in obbligazione comporta l'estinzione dell'obbligazione, a nulla rilevando la facoltà del debitore di prestare cosa diversa da quella pattuita.